# کوند، ایروان
کُوند (به ارمنی: Կոնդ)، به معنی تپه طولانی در ارمنی که در زمان حکومت دولت‌های ایرانی (صفویه، افشاریه و اوایل قاجاریه) تپه باشی نامیده می‌شد) یکی از قدیمی‌ترین محله‌های ایروان است. این منطقه در محدوده امروزی ناحیه کنترون پایتخت ارمنستان واقع شده است. بنا بر گفتهٔ هوهانس شاه خاتونیانس، مورخ ارمنی، کوند در دامنه‌های غربی و جنوبی تپه‌ها و دامنه تپه ای صخره ای به همین نام قرار دارد. حد غربی آن از لحاظ تاریخی رودخانه هرازدان و مرز شمالی آن قبرستان کوزرن بوده است.
.

## ریشه‌شناسی نام
کُوند در زبان ارمنی به معنی تپه طولانی است که به دلیل ارتفاع بیشتر نسبت به مناطق اطراف به این نام خوانده می‌شود.
این محله در زمان حکومت خانات خراجگذار ممالک محروسه ایران ،(خانات ایروان)به نام تپه باشی (به معنای بالای تپه در زبان ترکی) نامیده می‌شد.

## تاریخچه

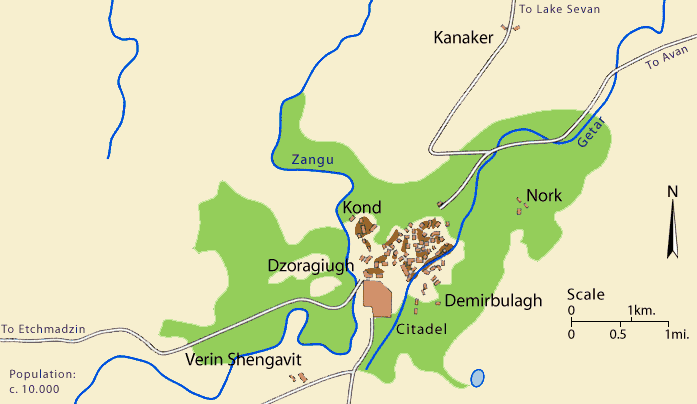
نقشه شهر ایروان در قرن هجدهم، شامل محله کُوند

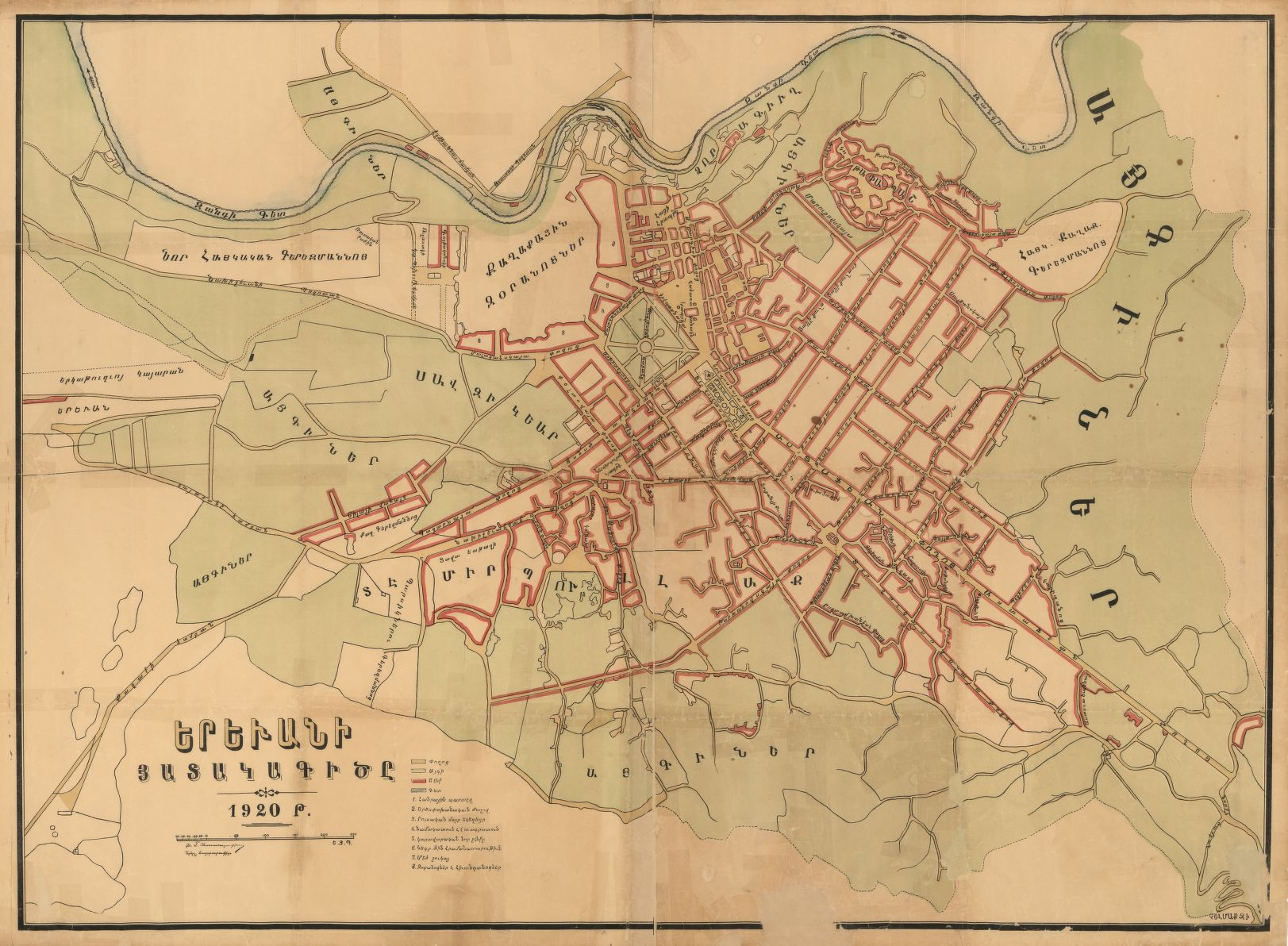
Map of Yerevan in 1920, with Kond located in the northeastern part of the city south of the Hrazdan river

از قرن هفدهم کُوند یکی از سه محله اصلی (شهر (شهر قدیم)، دمیر بولاغ (کاراهنک) و کوند (تپه باشی)) در ایروان بود. کند، مشابه شهرقدیم، در زمان حکومت دولت علیه ایران، ارامنه بومی در این محله سکونت داشتند.  در این مدت حکومت بر ارامنه این منطقه به عهده ملیک‌های خاندان گغامیان بود.جمعیت کُوند به زودی چند قومیتی شد، زمانی که تقریباً صد نفر بوشا به این تپه‌ها نقل مکان نمودند.

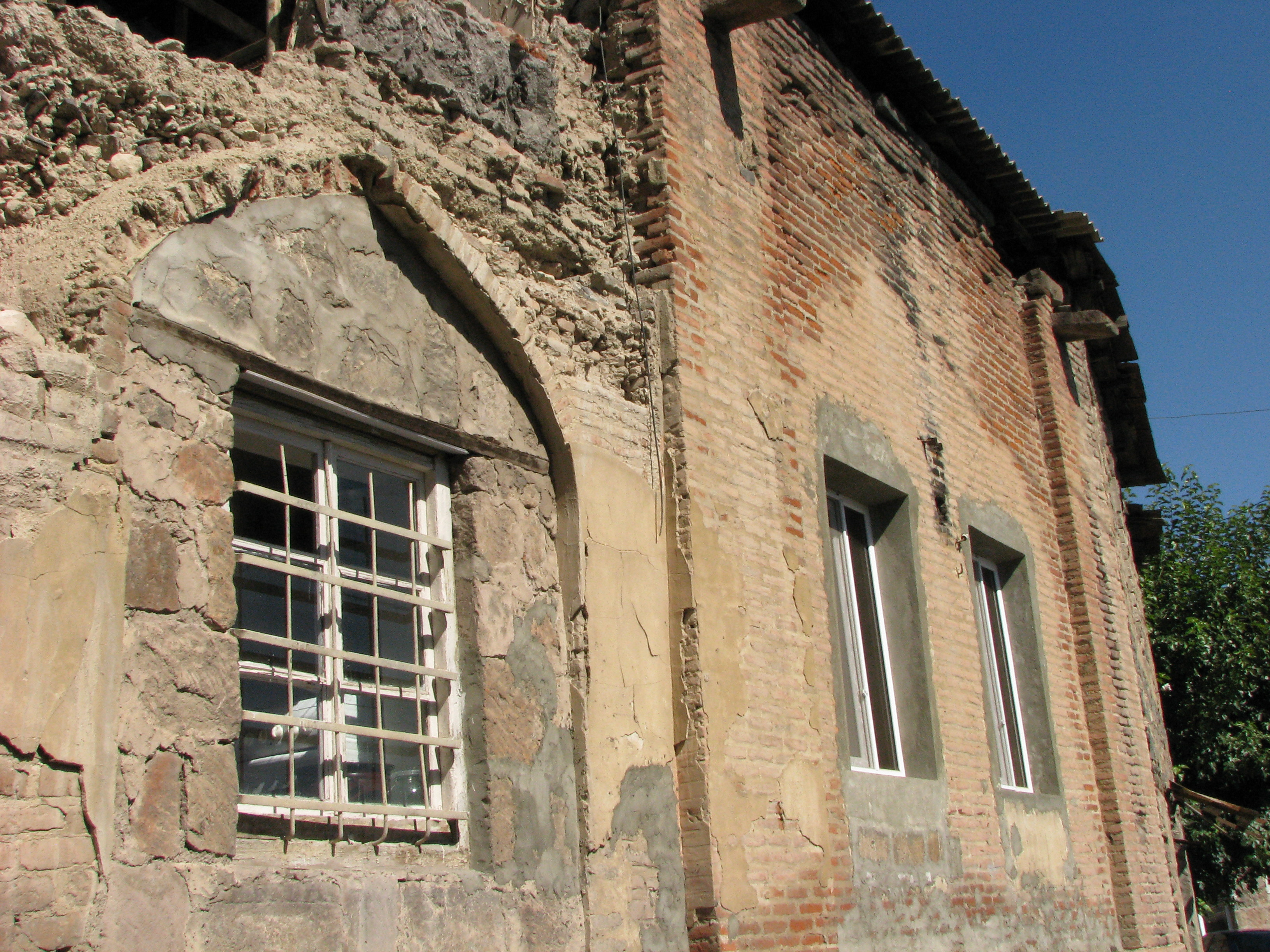
بقایای مسجد نپه باشی در کُوند

| ترکیب جمعیتی ایروان در سال ۱۸۳۰ |        |        |        |          |        |            |
| محله                            | ارامنه | ارامنه | ارامنه | مسلمانان | بوشا   | نمامی سکنه |
| محله                            | محلی   | ایرانی | عثمانی | مسلمانان | بوشا   | نمامی سکنه |
| شهرقدیم                         | ۹۹۸    | ۱٬۱۱۱  | ۳۰     | ۳٬۱۹۹    | نامشخص | ۵٬۳۳۸      |
| کُوند                            | ۱٬۱۷۶  | ۳۷۴    | ۱۸     | ۲٬۵۳۷    | ۱۹۵    | ۴٬۳۰۰      |
| دمیربولاغ                       | نامشخص | ۲۳۰    | نامشخص | ۱٬۵۹۵    | نامشخص | ۱٬۸۲۵      |
| ایروان                          | ۲٬۱۷۴  | ۱٬۷۱۵  | ۴۸     | ۷٬۳۳۱    | ۱۹۵    | ۱۱٬۴۶۳     |
| ایروان                          | ۳٬۹۳۷  |        |        | ۷٬۳۳۱    | ۱۹۵    | ۱۱٬۴۶۳     |

## خصوصیات
کوند ۰٫۲۳۷ کیلومترمربع مساحت دارد ۱٬۰۲۷ متر بالاتر از سطح دریا واقع شده است.

## نگارخانه

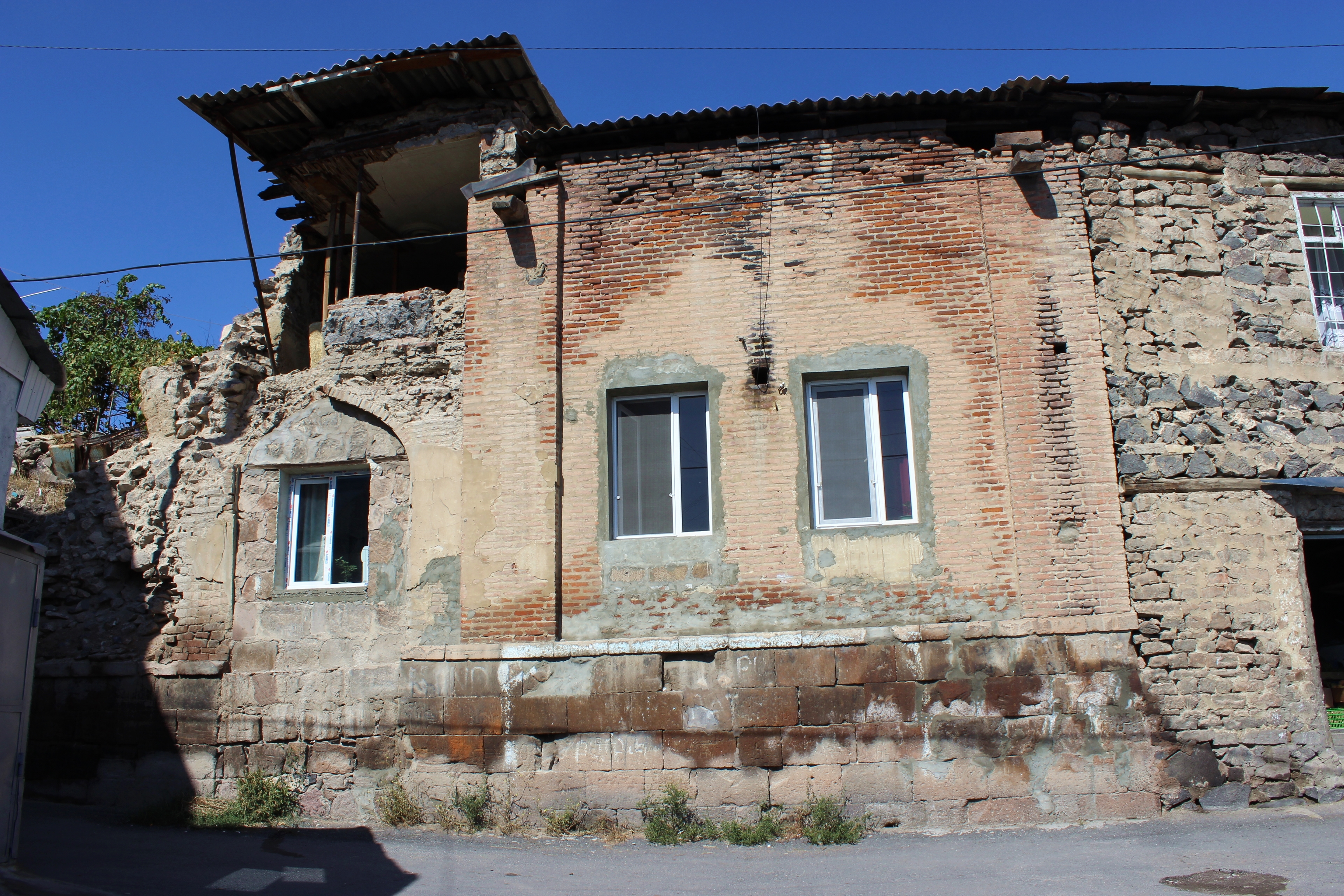
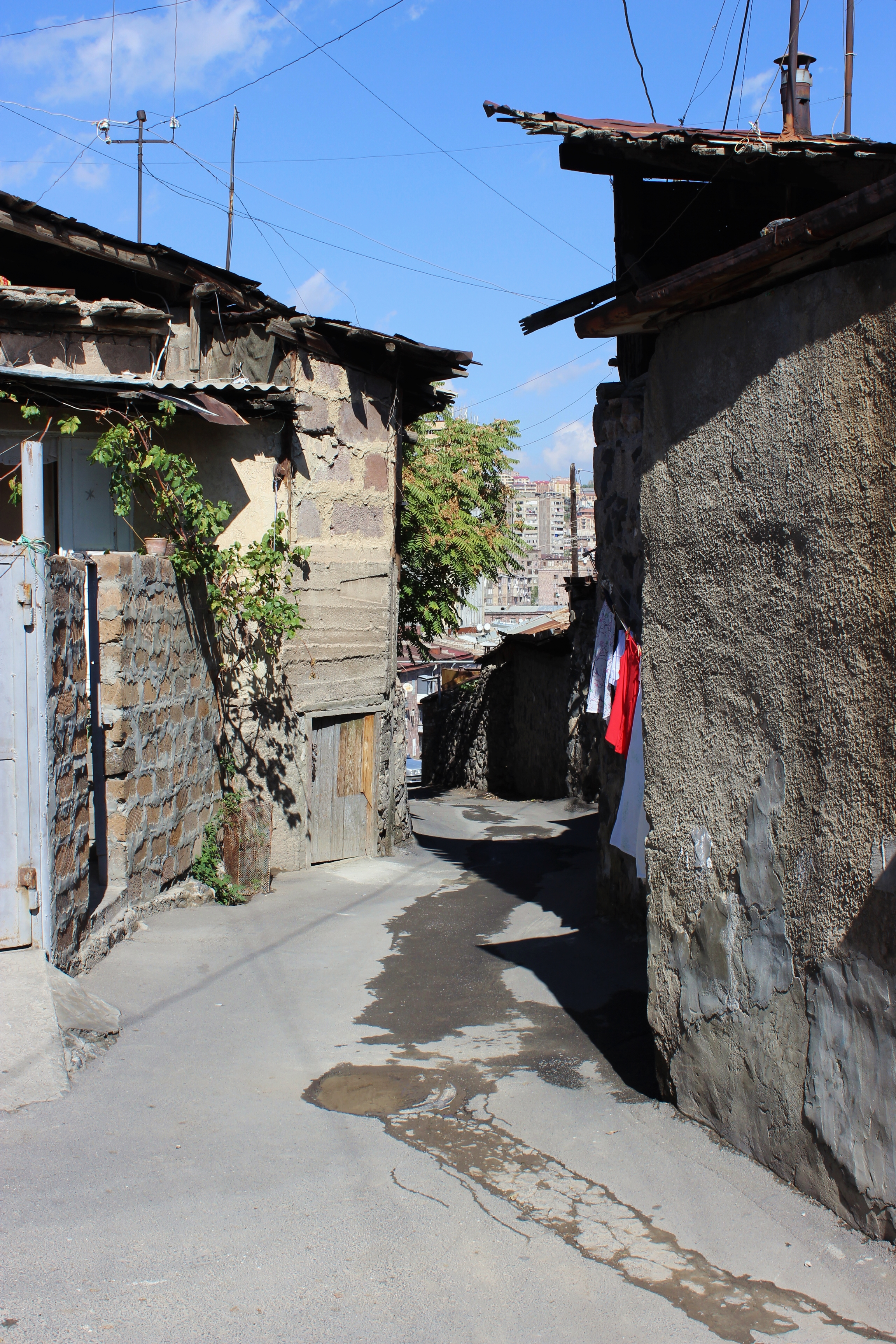
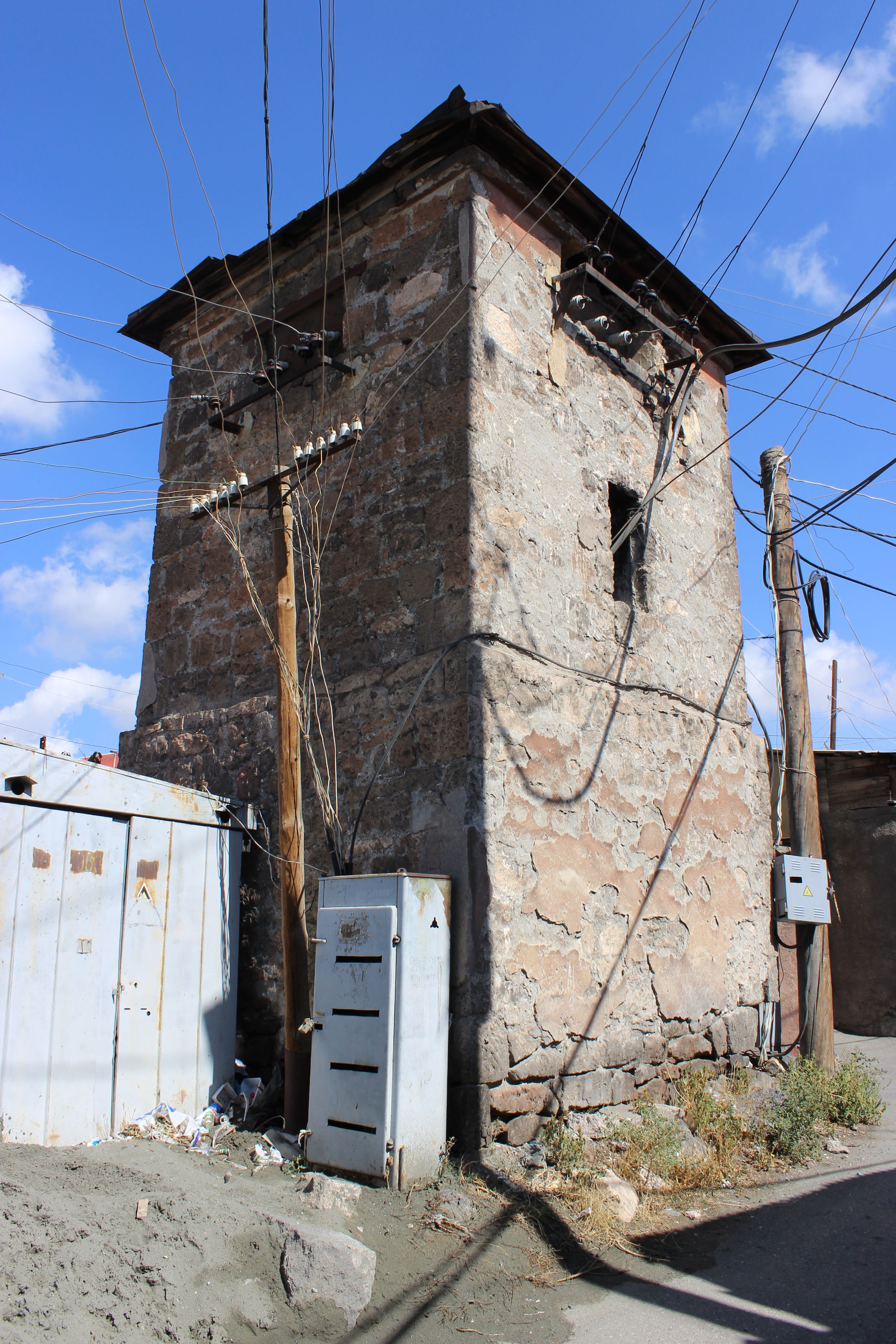
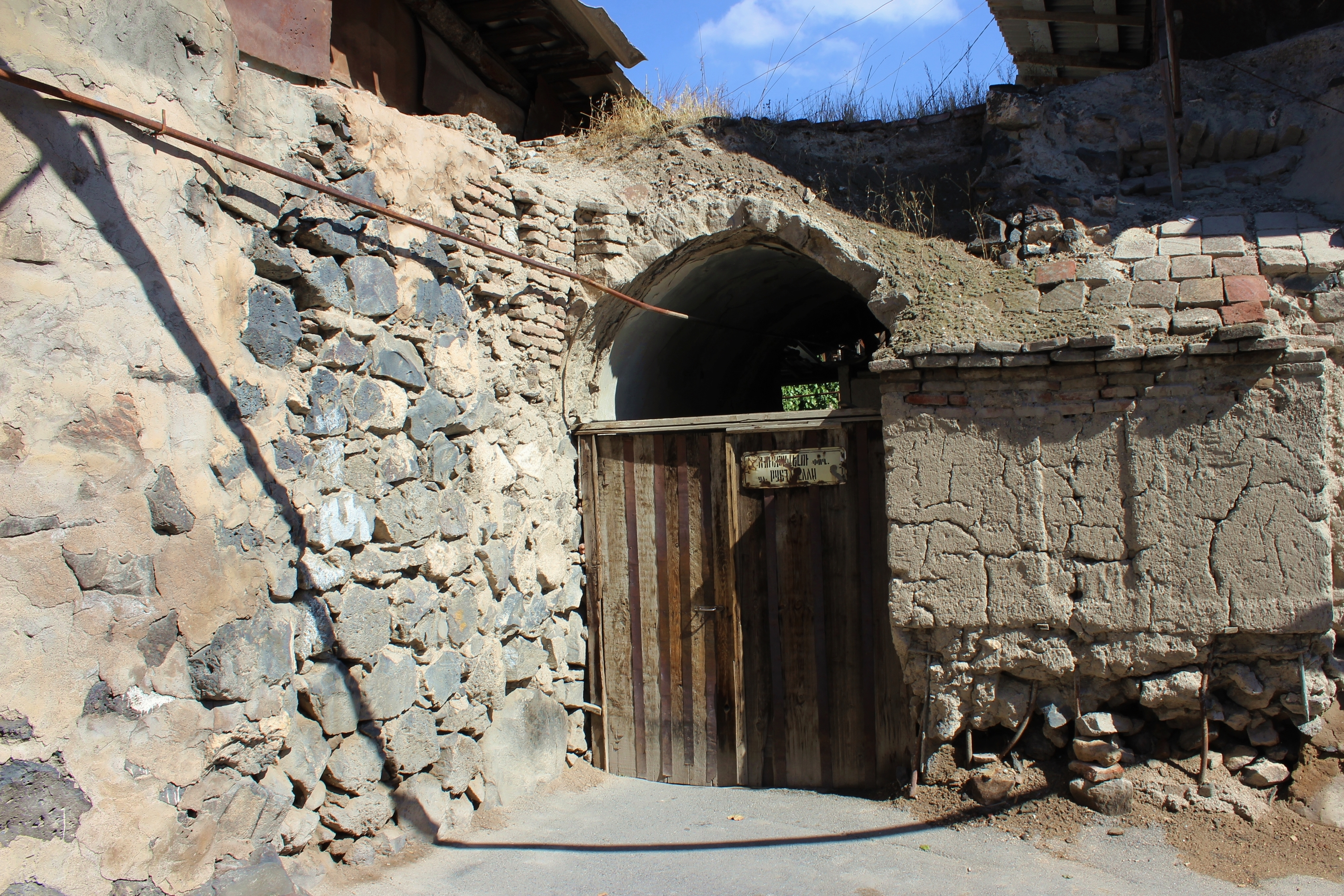
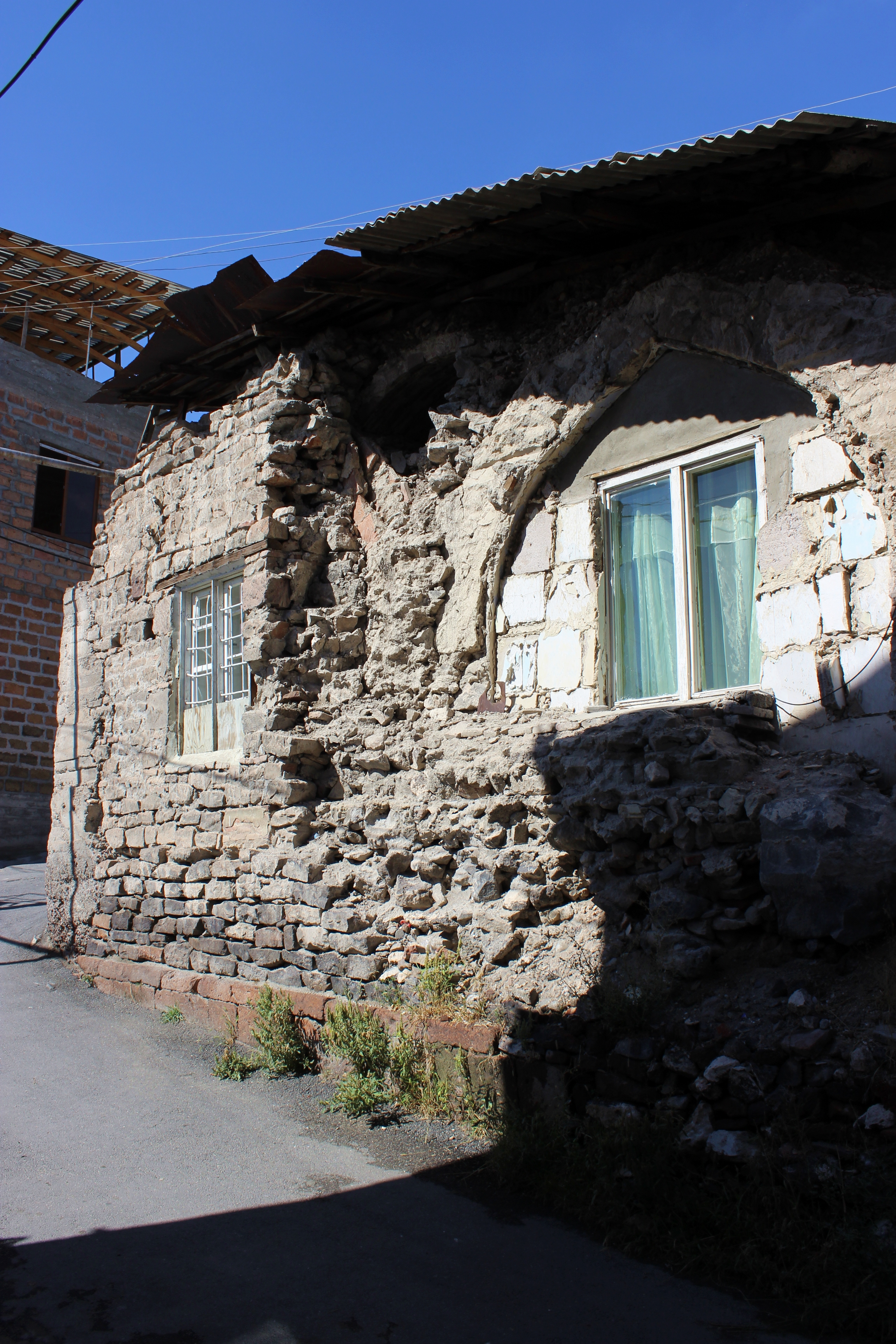
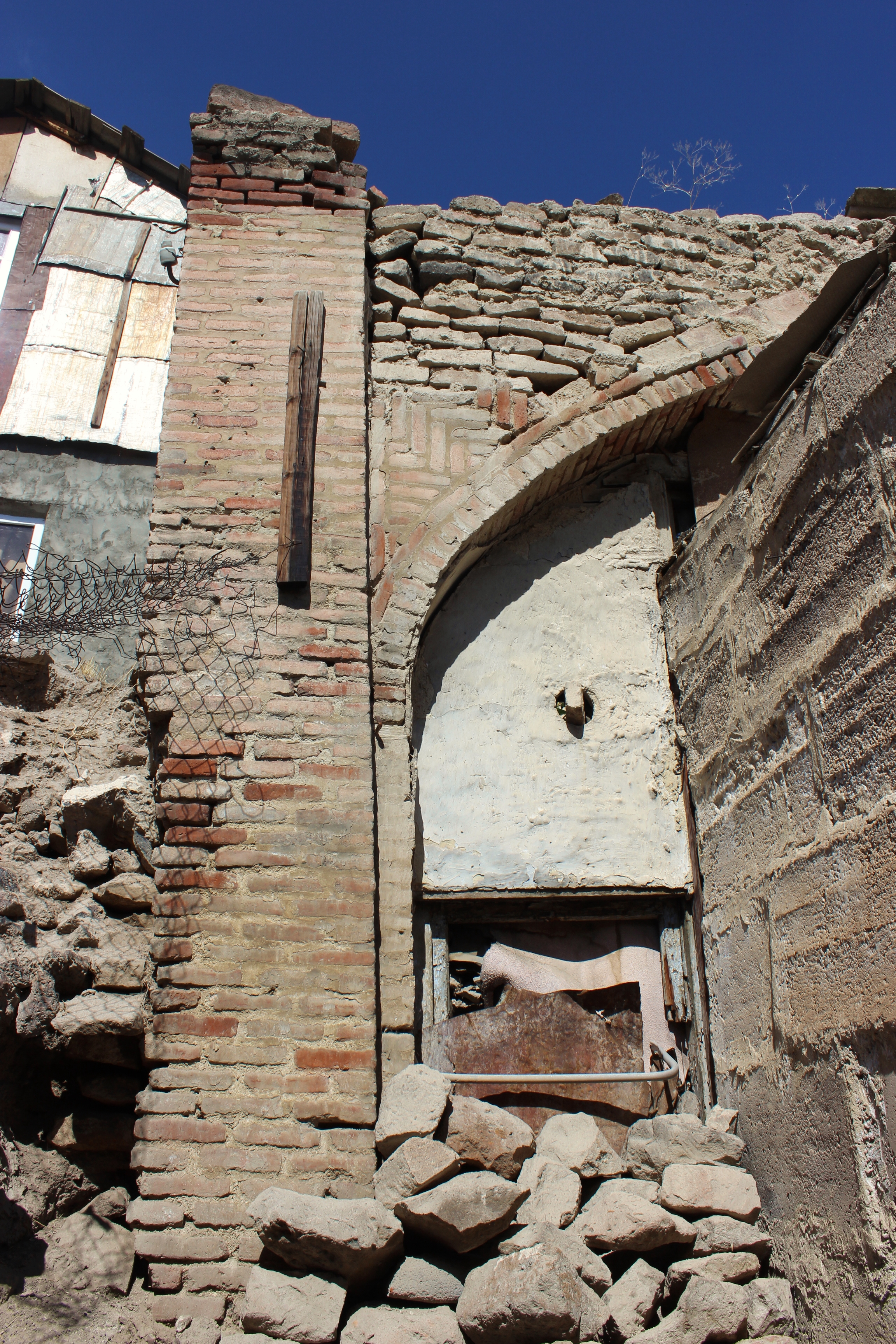
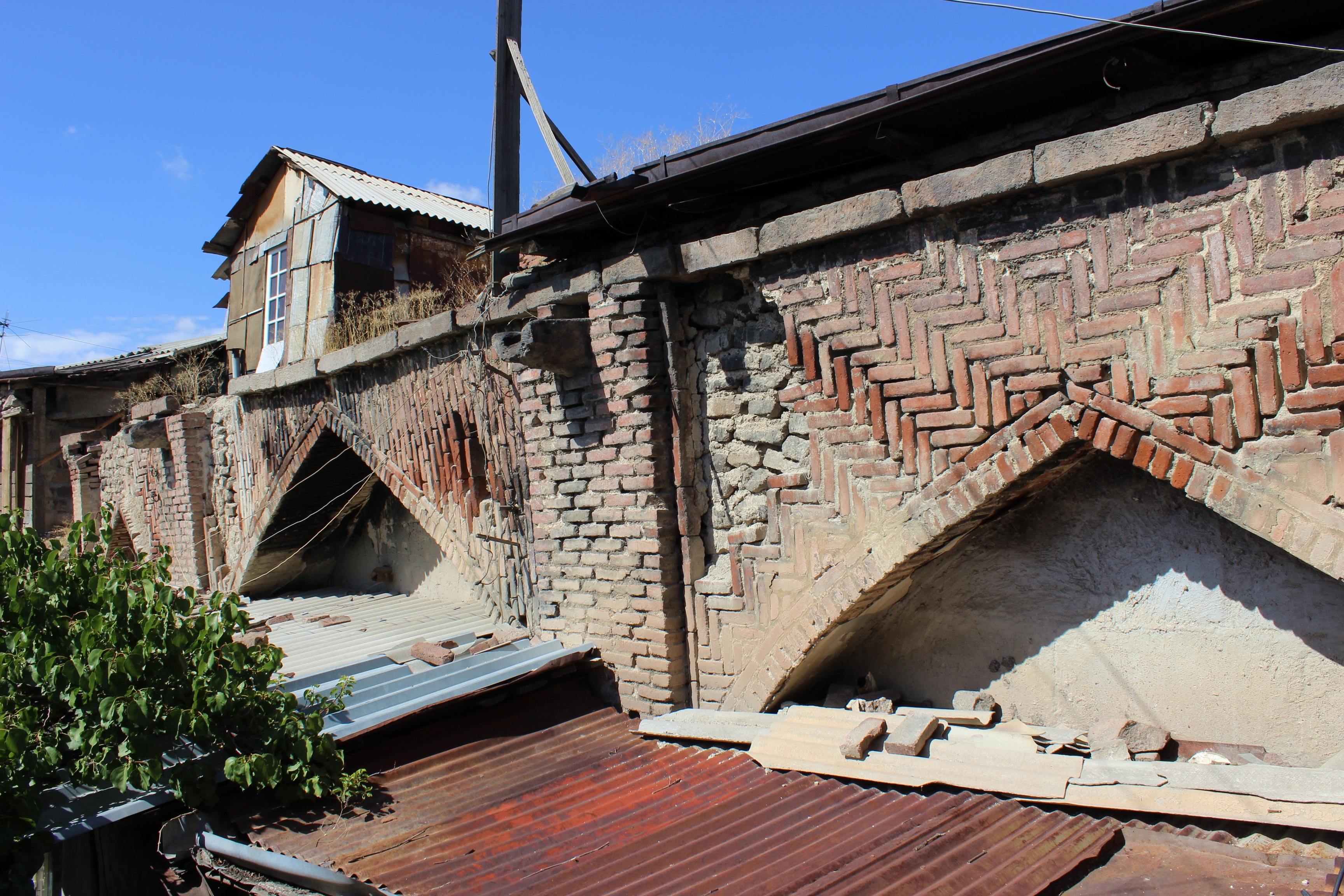
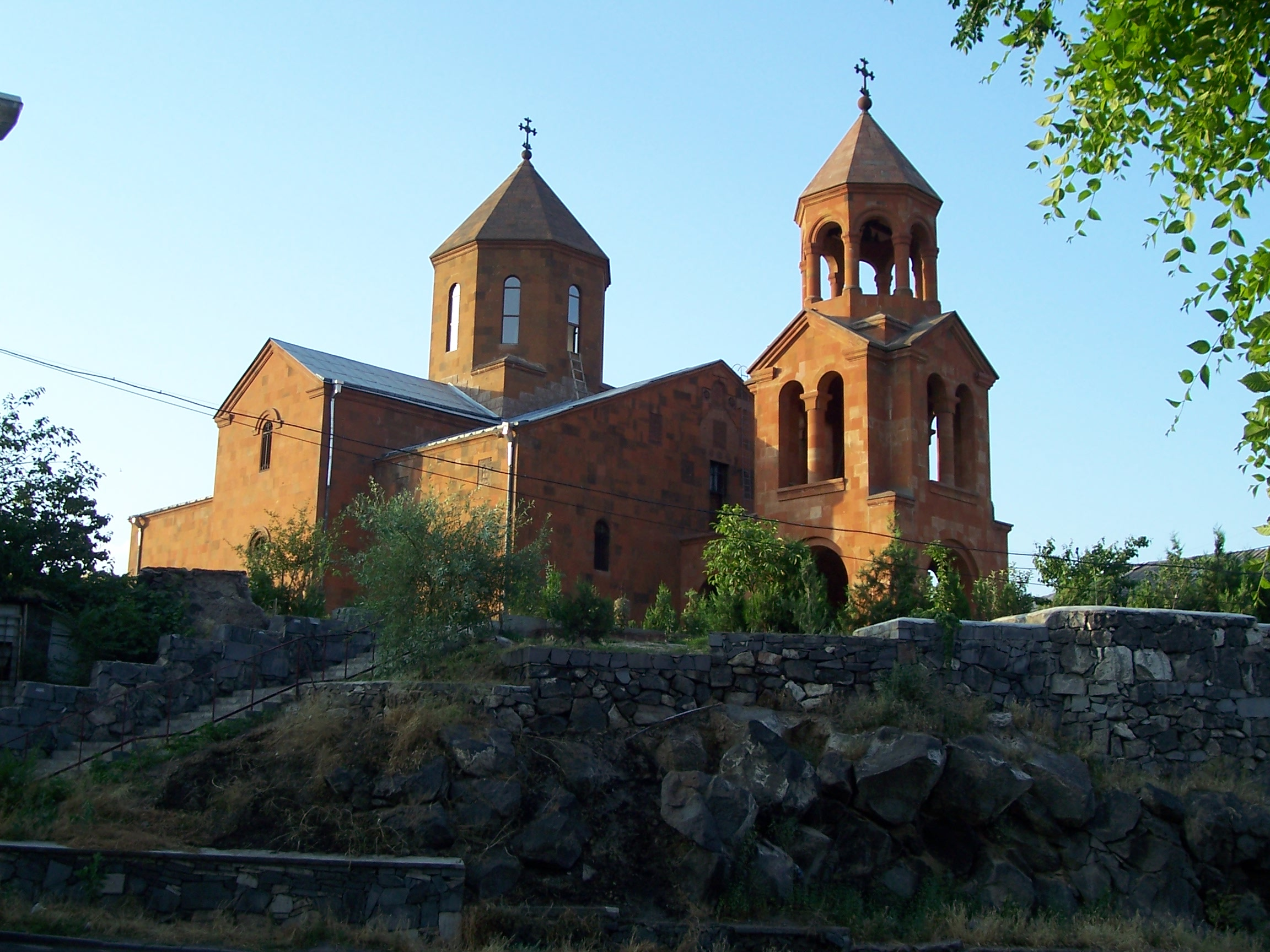
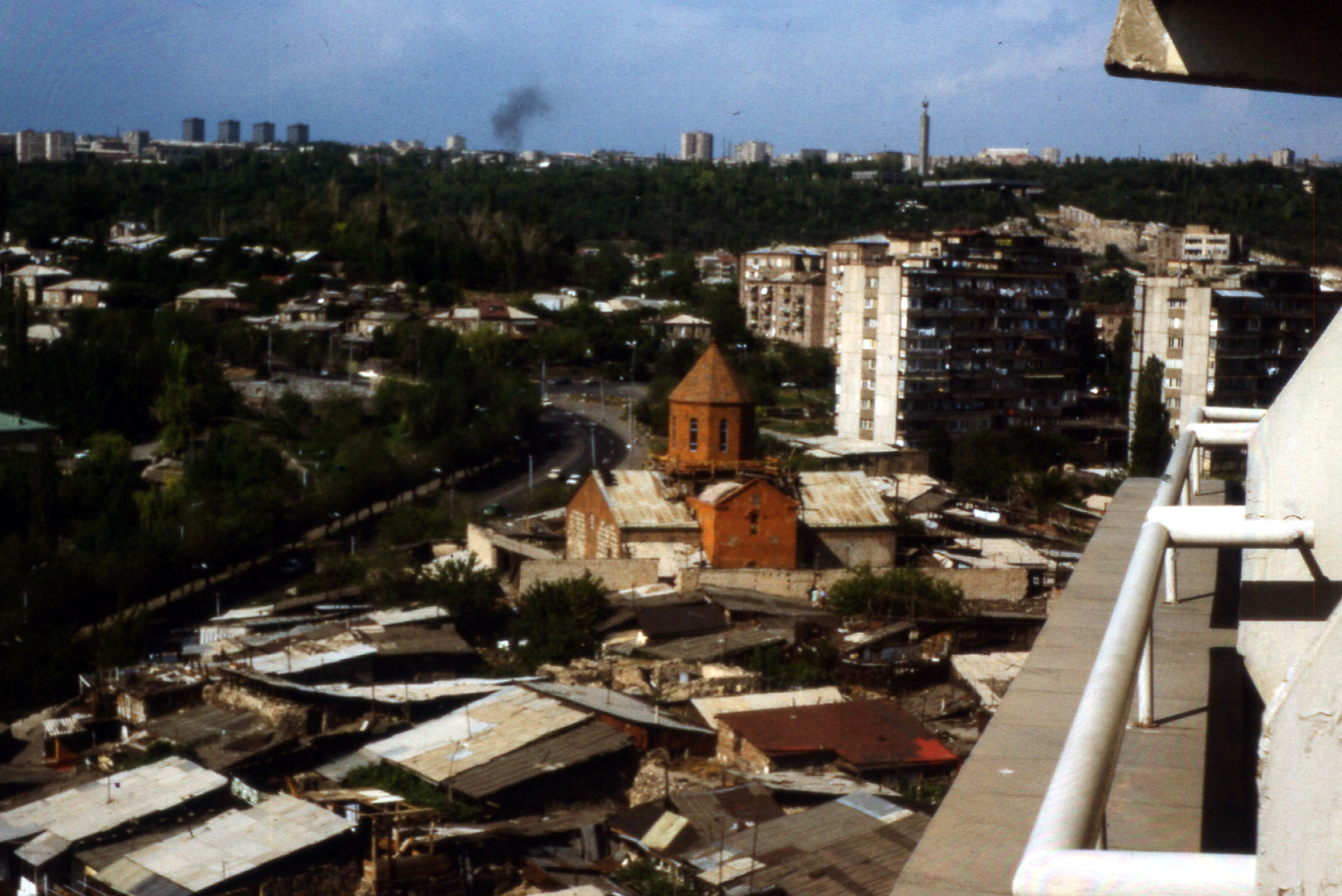